# Кононов Володимир Петрович
Кононов Володимир Петрович, псевдо — Царь (нар. 14 жовтня 1974, Гірське. Ворошиловградська область, Українська РСР, СРСР) — український колабораціоніст з Росією, бойовик терористичної організації Донецька народна республіка, де має звання генерал-лейтенанта та «Герой ДНР» (2014). Активний учасник створення незаконних збройних формувань та військових дій проти сил АТО на сході України.
Один з восьми представників самопроголошених республік, до котрих були застосовані санкції ЄС і Канади[⇨].

## Життєпис
Володимир Петрович Кононов народився 14 жовтня 1974 р. у м. Гірське, тоді — Ворошиловградської області УРСР.
У 1995 р. закінчив Слов'янський авіаційний коледж цивільної авіації, у 1999 р. — Слов'янський державний педагогічний інститут.
Професійно займався спортивною і педагогічною діяльністю, працював тренером у Федерації дзюдо Донецької області. Має тренерський стаж по дзюдо 20 років. Пройшов спеціальну підготовку для вищого командного складу.
13 квітня 2014 р. пішов добровільно у так зване «народне ополчення Донбасу», керував блокпостом сепаратистів у Слов'янську. Брав активну участь у створенні збройних формувань терористичної організації «Донецька народна республіка». Командував диверсійно-розвідувальною групою. Був командиром підрозділу в боях за Слов'янськ, Шахтарськ, Іловайськ, Моспине.
Військове звання на серпень 2014 р. — підполковник ДНР.
Після відставки Ігоря Стрєлкова виконував обов'язки міністра оборони ДНР. З 14 серпня 2014 р. — міністр оборони ДНР.
Одружений, є дитина.

## Нагороди
- Медаль «Золота Зірка» № 001. Звання присвоєне Указом Голови Донецької Народної Республіки № 1 від 3 жовтня 2014 р.[5]

## Санкції
У 2014 році владою Канади на Кононова накладено економічні санкції із забороною в'їзду до країни. Європейський Союз також включив Кононова до списку осіб з обмеженнями.
Відповідно до рішення Ради національної безпеки і оборони України від 2 вересня 2015 року, включений під № 271 до списку фізичних осіб, котрі потрапили під санкції з боку України.
Рішенням РНБО від 2 травня 2018 року, включений під № 231 в санкційний список фізичних осіб, до котрих застосовуються санкції, із забороною виведення капіталу за межі України на три роки.